# Mátyás Holló
Mátyás Holló (* 14. Mai 1977 in Jászberény) ist ein ehemaliger ungarischer Biathlet und Skilangläufer. Er nahm an insgesamt acht Olympischen Spielen, Welt- und Europameisterschaften teil.
Mátyás Holló ist der Sohn vom ungarischen Skilangläufer Miklós Holló, der ihn auch trainierte. Der Ingenieur startete für den Vasas SC Budapest. 1996 begann er mit dem Biathlonsport und gehört seit 1998 dem ungarischen Nationalkader an. Sein internationales Debüt gab der Ungar 1997 bei den Juniorenweltmeisterschaften in Forni Avoltri. Er kam im Einzel zum Einsatz und wurde 70. Sein erstes Rennen im Biathlon-Weltcup bestritt er zum Beginn der Saison 2000/01 in Hochfilzen und wurde 112. in einem Sprint. Er kam in dieser Saison fast durchgängig im Weltcup zum Einsatz und erreichte in Lake Placid als 85. eines Sprintrennens sein bestes Weltcup-Resultat. Höhepunkt der Saison wurden die Biathlon-Weltmeisterschaften 2001 in Pokljuka, bei denen Holló 88. des Einzels und 97. des Sprints wurde. Zwischen den Saisonen 2001/02 und 2005/06 kam der Ungar nur noch sporadisch zu Weltcup-Einsätzen, darunter auch bei den Biathlon-Weltmeisterschaften 2004 in Oberhof, bei denen er 108. des Einzels und 105. des Sprints wurde. Regelmäßig kam er nun im Biathlon-Europacup und nach dessen Umbenennung im IBU-Cup zum Einsatz. 2004 bei Sprints in Langdorf und 2007 in Nové Město na Moravě lief er als 51. auf seine besten Platzierungen in der Rennserie. Sein letzter Einsatz bei einem Großereignis war die Teilnahme am Sprintrennen der Biathlon-Europameisterschaften 2008 in Nové Město, das er als 83. beendete.
Auch im Skilanglauf konnte Holló einige Erfolge erreichen. Nach zwei FIS-Rennen im Januar 1999 startete er schon bei den Nordischen Skiweltmeisterschaften 1999 in Ramsau am Dachstein und erreichte die Plätze 76 über 30 Kilometer Freistil, 85. über 10 Kilometer Klassisch und 71. in der Verfolgung. Ein Jahr später kam er zu seinem ersten und einzigen Einsatz im Skilanglauf-Weltcup und wurde in Lamoura/Mouthe 82. in einem 72-Kilometer-Freistilrennen. Bis zum nächsten Großereignis kam er nur in unterklassigen Rennen im Skilanglauf-Continental-Cup und der FIS zum Einsatz, ohne jedoch nennenswerte Resultate zu erreichen. In Salt Lake City kam der Ungar zu seinen einzigen Einsätzen bei Olympischen Winterspielen. Im Freistilsprint kam er auf den 59. Platz und wurde in der Doppelverfolgung 75. Es folgten Einsätze bei den Nordischen Skiweltmeisterschaften 2005 in Oberstdorf. Holló wurde nur im Klassik-Sprint eingesetzt, wo er 82. wurde. Weitaus mehr Rennen bestritt er 2007 in Sapporo und wurde 65. im Klassik-Sprint, 94. im 15-Kilometer-Freistilrennen und beendete sein Verfolgungsrennen nicht. Bei den Weltmeisterschaften 2009 in Liberec verpasste er die Qualifikation für das 15-Kilometer-Klassik-Rennen in einem Qualifikationsrennen.

## Biathlon-Weltcup-Platzierungen
Die Tabelle zeigt alle Platzierungen (je nach Austragungsjahr einschließlich Olympische Spiele und Weltmeisterschaften).
- 1.–3. Platz: Anzahl der Podiumsplatzierungen
- Top 10: Anzahl der Platzierungen unter den ersten zehn (einschließlich Podium)
- Punkteränge: Anzahl der Platzierungen innerhalb der Punkteränge (einschließlich Podium und Top 10)
- Starts: Anzahl gelaufener Rennen in der jeweiligen Disziplin
- Staffel: inklusive Mixed- und Single-Mixed-Staffeln

| Platzierung         | Einzel | Sprint | Verfolgung | Massenstart | Staffel | Gesamt |
| ------------------- | ------ | ------ | ---------- | ----------- | ------- | ------ |
| 1. Platz            |        |        |            |             |         |        |
| 2. Platz            |        |        |            |             |         |        |
| 3. Platz            |        |        |            |             |         |        |
| Top 10              |        |        |            |             |         |        |
| Punkteränge         |        |        |            |             |         |        |
| Starts              | 6      | 16     |            |             |         | 22     |
| Stand: Karriereende |        |        |            |             |         |        |